# Quasigruppe
In der Mathematik ist eine Quasigruppe ein Magma {\displaystyle Q} mit einer binären Verknüpfung {\displaystyle \star \colon Q\times Q\rightarrow Q}, in der für alle {\displaystyle a} und {\displaystyle b} in {\displaystyle Q} die Gleichungen
{\displaystyle a\star x=b}
und
{\displaystyle y\star a=b}
jeweils genau eine Lösung für {\displaystyle x} und {\displaystyle y} haben. Das heißt, eine Lösung existiert und ist eindeutig.
Eine Quasigruppe ist von Strukturen zu unterscheiden, in denen lediglich die sog. Kürzungseigenschaft (s. u.) gefordert wird. Dort wird zwar auch die Eindeutigkeit der Lösungen dieser Gleichungen gefordert, aber nur falls überhaupt eine Lösung existiert. Mitunter wird gefordert, dass die zugrundeliegende Menge nicht leer ist.
Ein endliches Magma ist genau dann eine Quasigruppe, wenn die Verknüpfungstabelle ein lateinisches Quadrat ist, wenn also in jeder Zeile und in jeder Spalte der Tabelle jedes Element von {\displaystyle Q} genau einmal vorkommt.

## Beispiele
1. Jede Gruppe ist eine Quasigruppe, denn {\displaystyle a\star x=b} ist genau für {\displaystyle x=a^{-1}\star b} und {\displaystyle y\star a=b} genau für {\displaystyle y=b\star a^{-1}} erfüllt.
2. Die einzige Quasigruppe der Ordnung 2 ist die zyklische Gruppe {\displaystyle \mathbb {Z} /2\mathbb {Z} }. Es gibt fünf Quasigruppen der Ordnung 3, von denen nur eine eine Gruppe ist.
3. Auf jedem Vektorraum über einem Körper der Charakteristik ungleich 2 lässt sich eine Quasigruppe definieren, indem man die Verknüpfung {\displaystyle x\star y=(x+y)/2} einführt.[1]
4. Die Menge der von Null verschiedenen Elemente in einer nullteilerfreien endlichdimensionalen Algebra ist eine Quasigruppe bezüglich der Multiplikation (z. B. die Oktaven ohne 0).

## Eigenschaften
Jede Quasigruppe hat die Kürzungseigenschaft, d. h.
- {\displaystyle a\star c=b\star c} folgt {\displaystyle a=b}
- {\displaystyle c\star a=c\star b} folgt {\displaystyle a=b}

Das liegt daran, dass die linken Gleichungen bedeuten, dass {\displaystyle x_{1}=a} und {\displaystyle x_{2}=b} Lösungen der Gleichung {\displaystyle a\star c=x\star c} (bzw. {\displaystyle c\star a=c\star x}) sind. Weil in einer Quasigruppe aber höchstens eine Lösung für die Gleichung existiert, folgt {\displaystyle x_{1}=x_{2}} bzw. {\displaystyle a=b.}
Anders ausgedrückt besagt die Kürzungseigenschaft nichts anderes, als dass sowohl die Links- als auch die Rechtsmultiplikation mit einem Element {\displaystyle a} aus {\displaystyle Q} eine injektive Abbildung von {\displaystyle Q} in sich beschreiben {\displaystyle (x\mapsto a\star x} bzw. {\displaystyle x\mapsto x\star a).} Da Injektivität und Surjektivität für endliche Mengen identisch sind, sind die beiden Abbildungen für endliches {\displaystyle Q} ersichtlich bijektiv. Aber auch im allgemeinen Fall (d. h. inklusive unendlichem {\displaystyle Q}) ergibt sich die Bijektivität, da die Surjektivität durch die Existenz der Lösung jeder Gleichung {\displaystyle x\star a=y} bzw. {\displaystyle a\star x=y} garantiert wird. Denn damit gibt es zu jedem Bild {\displaystyle y} einer Links- oder Rechtsmultiplikation mit dem Element {\displaystyle a} ein Urbild {\displaystyle x.}
Die Bijektivität dieser beiden Abbildungen ist eine definierende Eigenschaft der Quasigruppen, d. h., sie kann ohne Weiteres zur alternativen Definition der Quasigruppen herangezogen werden: Ein Magma ist genau dann eine Quasigruppe, wenn in ihm die durch die Rechts- und Linksmultiplikation induzierten Abbildungen bijektiv sind. Die Surjektivität garantiert dabei die Existenz der Lösungen der Gleichungen (1) und (2), aus der Injektivität ergibt sich die Eindeutigkeit.
Viele Beweise aus der Gruppentheorie, zu Aussagen, die sich speziell auf Gruppen beziehen, benutzen ganz wesentlich diese Eigenschaft. Benutzen sie nur diese Eigenschaft (von allen Eigenschaften, die sich rein aus den Gruppenaxiomen ergeben), so können die gemachten Aussagen sofort auf Quasigruppen verallgemeinert werden. Aber auch viele Aussagen, die nur geringfügig stärkere Voraussetzungen machen, können auf spezielle Quasigruppen – die keine Gruppen sein müssen – verallgemeinert werden.
Die Verknüpfungstabelle einer endlichen Quasigruppe ist ein lateinisches Quadrat: Eine {\displaystyle n\times n}-Tabelle gefüllt mit {\displaystyle n} verschiedenen Symbolen, in der in jeder Zeile und in jeder Spalte jedes Symbol genau einmal vorkommt. Umgekehrt ist jedes lateinische Quadrat Verknüpfungstabelle einer Quasigruppe. Damit sind lateinische Quadrate und die hier ausgeführte abstrakt-beschreibende Definition lediglich zwei unterschiedliche, prinzipiell gleichberechtigte Darstellungen desselben mathematischen Objektes endliche Quasigruppe.

## Parastrophien
| Verknüpfung als Relation         | Permutation | gleichwertige Beschreibung                    | Bedeutung                               |
| -------------------------------- | ----------- | --------------------------------------------- | --------------------------------------- |
| {\displaystyle (a,b,c)\in V_{1}} | Identität   | {\displaystyle a\star b=c}                    | ursprüngliche Verknüpfung               |
| {\displaystyle (b,a,c)\in V_{2}} | (1,2)       | {\displaystyle b\mathbin {\bar {\star }} a=c} | umgekehrte Verknüpfung                  |
| {\displaystyle (a,c,b)\in V_{3}} | (2,3)       | {\displaystyle a\mathbin {\backslash } c=b}   | Linksbruch                              |
| {\displaystyle (c,b,a)\in V_{4}} | (1,3)       | {\displaystyle c\mathbin {/} b=a}             | Rechtsbruch                             |
| {\displaystyle (b,c,a)\in V_{5}} | (3,2,1)     | kein Verknüpfungszeichen                      | Linksbruch der umgekehrten Verknüpfung  |
| {\displaystyle (c,a,b)\in V_{6}} | (1,2,3)     | kein Verknüpfungszeichen                      | Rechtsbruch der umgekehrten Verknüpfung |

Man kann in einer Quasigruppe {\displaystyle (Q,\star )} zwei weitere Verknüpfungen, die man Parastrophien nennt, definieren: Für {\displaystyle a} und {\displaystyle b} aus {\displaystyle Q} sei {\displaystyle a\mathbin {\backslash } b} die Lösung von {\displaystyle a\star x=b} und sei {\displaystyle b\mathbin {/} a} die Lösung von {\displaystyle y\star a=b} (man kann sich diese beiden als „Quasi-Brüche“ beziehungsweise Links- und Rechtsbrüche „b links-durch a“ und „b rechts-durch a“ denken). Dann gilt offenbar:
{\displaystyle {\begin{aligned}a\star (a\mathbin {\backslash } b)=b\\(b\mathbin {/} a)\star a=b\\a\mathbin {\backslash } (a\star b)=b\\(b\star a)\mathbin {/} a=b\\\end{aligned}}}
Dabei drücken die ersten beiden Gleichungen die Lösbarkeit von {\displaystyle a\star x=b} und {\displaystyle y\star a=b} aus, und die anderen beiden Gleichungen die Eindeutigkeit der Lösungen. Man kann eine Quasigruppe also auch definieren als algebraische Struktur {\displaystyle (Q,\star ,\backslash ,\mathbin {/} )} mit drei binären Verknüpfungen, die die eben genannten vier Gleichungen erfüllen.
Ist {\displaystyle Q} eine Gruppe, dann ist {\displaystyle a\mathbin {\backslash } b=a^{{-}1}\star b} und {\displaystyle b\mathbin {/} a=b\star a^{{-}1}.}
Ist die Quasigruppe kommutativ, dann sind die beiden Forderungen nach der eindeutigen Lösbarkeit von (1) und (2) gleichwertig und die Verknüpfungen {\displaystyle \mathbin {/} } und {\displaystyle \mathbin {\backslash } } sind Umkehrungen voneinander.
Für eine beliebige Quasigruppe {\displaystyle (Q,\star )} sind auch {\displaystyle (Q,\mathbin {\backslash } )}, {\displaystyle (Q,\mathbin {/} )} und {\displaystyle (Q,\mathbin {\bar {\star }} )} stets Quasigruppen, wobei die letztgenannte Verknüpfung durch Umkehrung der Multiplikation {\displaystyle a\mathbin {\bar {\star }} b=b\star a} erklärt ist. Insgesamt kann man so zu einer Quasigruppe {\displaystyle (Q,\star )} sechs Quasigruppenverknüpfungen einführen, die als parastroph zu {\displaystyle (Q,\star )} bezeichnet werden. Fasst man die Verknüpfung als Relation auf, zum Beispiel {\displaystyle (a,b,c)\in V_{1}\Leftrightarrow a\star b=c} für die ursprüngliche Verknüpfung, dann erkennt man, dass die parastrophen Verknüpfungen durch die Operation der 6 Permutationen in der symmetrischen Gruppe {\displaystyle S_{3}} aus {\displaystyle V_{1}} erzeugt werden, vergleiche die Tabelle am Anfang dieses Abschnitts. Die sechs Parastrophen von {\displaystyle (Q,\star )} müssen nicht alle voneinander verschieden sein. Infolge der Bahnformel können zu einer Quasigruppenverknüpfung genau 1,2,3 oder 6 verschiedene Parastrophen existieren. → Siehe für den Fall einer endlichen Quasigruppe auch Lateinisches Quadrat#Parastrophie.
Beispiele
- Ist {\displaystyle (Q,\star )} eine elementar-abelsche 2-Gruppe, dann sind alle Parastrophien identisch, hinreichend dafür ist bereits, dass Q eine kommutative Quasigruppe mit Inverseneigenschaft ist, in der jedes Element zu sich selbst invers ist.
- Für eine kommutative Quasigruppe ist {\displaystyle V_{1}=V_{2},\;V_{3}=V_{5},\;V_{4}=V_{6}}, Linksbruch und Rechtsbruch sind Umkehrungen voneinander und es existieren ein oder drei verschiedene Parastrophien.

Man beachte, dass eine Parastrophe einer Gruppe im Allgemeinen keine Gruppe sein muss, jedoch ist {\displaystyle (Q,\star )} genau dann assoziativ, wenn ihre Umkehrung {\displaystyle (Q,{\bar {\star }})} assoziativ ist. Daher sind die zwei parastrophen Verknüpfungen {\displaystyle V_{1},V_{2}} (ebenso {\displaystyle V_{3},V_{6}} und {\displaystyle V_{4},V_{5}}) jeweils beide Gruppenverknüpfungen auf Q oder jeweils keine von beiden.

## Gleichwertige Beschreibungen von Quasigruppen
Weitere alternative Definitionen sind z. B. die unter Eigenschaften beschriebene Definition einer Quasigruppe als Magma, in dem die Links- und Rechtsmultiplikation bijektive Abbildungen induzieren. Aber auch eine andere, zur anfänglich gemachten Definition nur leicht abgewandelte Form, kann schon eine etwas andere Sicht auf Quasigruppen erreichen: Eine Quasigruppe {\displaystyle Q} ist ein Magma (Menge mit zweistelliger innerer Verknüpfung), in der in jeder Gleichung der Form {\displaystyle a\star b=c} je zwei Elemente (aus {\displaystyle Q}), die Existenz des Dritten (in {\displaystyle Q}) bedingen und eindeutig bestimmen. Diese Definition ist zwar etwas redundant, da sich Existenz und Eindeutigkeit von {\displaystyle c} schon aus der Definition der inneren Verknüpfung ergeben, sie beschreibt jedoch gleichberechtigter und unmittelbarer die Beziehungen der Elemente untereinander.

## Quasigruppe mit Inverseneigenschaft
Eine Quasigruppe mit Inverseneigenschaft (englisch inverse property IP) ist ein Magma {\displaystyle Q}, in dem es für alle {\displaystyle a\in Q} ein eindeutiges Element {\displaystyle a^{{-}1}} gibt, so dass für alle {\displaystyle b\in Q} gilt:
{\displaystyle a^{{-}1}\star (a\star b)=b=(b\star a)\star a^{{-}1}} (Inverseneigenschaft IP).
Wie der Name anzeigt, ist eine Quasigruppe mit Inverseneigenschaft eine Quasigruppe, was wir hier beweisen wollen. Wir zeigen zunächst, dass eine Lösung {\displaystyle x} der Gleichung {\displaystyle a\star x=c} mit {\displaystyle a} und {\displaystyle c} aus {\displaystyle Q} existiert; die Existenz von {\displaystyle x} für {\displaystyle x\star a=c} folgt analog. Sei dazu {\displaystyle w=a\star \left(a^{{-}1}\star c\right).} Dann folgt aus der linken Seite der Inversengleichung:
{\displaystyle a^{{-}1}\star w=a^{{-}1}\star \left(a\star \left(a^{{-}1}\star c\right)\right)=a^{{-}1}\star c.}
Multiplikation von links mit {\displaystyle \left(a^{{-}1}\right)^{{-}1}} gibt {\displaystyle \left(a^{{-}1}\right)^{{-}1}\star \left(a^{{-}1}\star w\right)=\left(a^{{-}1}\right)^{{-}1}\star \left(a^{{-}1}\star c\right)} also {\displaystyle w=c.} Das bedeutet aber {\displaystyle a\star \left(a^{{-}1}\star c\right)=c}, womit {\displaystyle x=a^{{-}1}\star c} eine Lösung der Gleichung {\displaystyle a\star x=c} ist.
Die Eindeutigkeit der Lösung {\displaystyle b} (und analog der Lösung {\displaystyle a}) folgt, weil {\displaystyle b=a^{{-}1}\star c} nur von {\displaystyle a} und {\displaystyle c} abhängt und die Zuordnung
{\displaystyle a\mapsto a^{{-}1}\mapsto \left(a^{{-}1}\star c\right)\mapsto b}
in jedem Teilschritt eindeutig ist.

## Loop
Hat eine Quasigruppe ein neutrales Element, dann heißt sie eine Loop. Direkt aus der Definition der Quasigruppe folgt, dass in einer Loop jedes Element ein linksinverses und ein rechtsinverses Element hat, die aber – im Gegensatz zur Situation in einer Gruppe – nicht übereinstimmen müssen (siehe auch inverses Element). Die Struktur von Loops ist denen von Gruppen sehr ähnlich.

### Moufang-Loop
Eine Moufang-Loop (benannt nach Ruth Moufang) ist eine Quasigruppe {\displaystyle Q}, in der für alle {\displaystyle a,b} und {\displaystyle c} aus {\displaystyle Q} gilt:
{\displaystyle (a\star b)\star (c\star a)=(a\star (b\star c))\star a.}
Diese Gleichung ist auch eine der Moufang-Identitäten, nämlich Identität (M2').
Wie der Name anzeigt, ist eine Moufang-Loop eine Loop, was wir hier beweisen wollen. Sei {\displaystyle a} ein Element von {\displaystyle Q} und {\displaystyle e=a\mathbin {\backslash } a} das (eindeutig bestimmte) Element mit {\displaystyle a\star e=a.} Dann gilt für jedes {\displaystyle x} in {\displaystyle Q}:
{\displaystyle (x\star a)\star x=(x\star (a\star e))\star x=(x\star a)\star (e\star x),}
also nach dem Kürzen {\displaystyle x=e\star x.} Damit ist {\displaystyle e} ein linksneutrales Element. Sei nun {\displaystyle b=e\mathbin {/} e} das (eindeutig bestimmte) Element mit {\displaystyle b\star e=e.} Dann gilt {\displaystyle y\star b=e\star (y\star b),} da {\displaystyle e} linksneutral ist, und
{\displaystyle (y\star b)\star e=(e\star (y\star b))\star e=(e\star y)\star (b\star e)=(e\star y)\star e=y\star e.}
Kürzen von {\displaystyle e} ergibt {\displaystyle y\star b=y,} also ist {\displaystyle b} ein rechtsneutrales Element. Schließlich erhalten wir {\displaystyle e=e\star b=b,} also ist {\displaystyle e} ein beidseitig neutrales Element.
Da in einer Loop Links- und Rechtsinverse existieren, existieren diese demnach auch in einer Moufang-Loop. In einer Moufang-Loop sind die Links- und Rechtsinverse jedoch sogar identisch: Zu {\displaystyle a} aus {\displaystyle Q} seien {\displaystyle a^{L}} und {\displaystyle a^{R}} Links- und Rechtsinverses. Dann folgt aus {\displaystyle e=a\star a^{R}}, da {\displaystyle e} (rechts-)neutral ist, {\displaystyle a^{L}=a^{L}\star \left(a\star a^{R}\right).} Multiplikation von rechts mit {\displaystyle a^{L}} gibt:
{\displaystyle a^{L}\star a^{L}=\left(a^{L}\star \left(a\star a^{R}\right)\right)\star a^{L}=\underbrace {\left(a^{L}\star a\right)} _{\text{= e}}\star \left(a^{R}\star a^{L}\right)=e\star \left(a^{R}\star a^{L}\right)=a^{R}\star a^{L}.}
Kürzen von {\displaystyle a^{L}} ergibt {\displaystyle a^{L}=a^{R}.} Somit ist {\displaystyle a^{-1}:=a^{L}=a^{R}} das inverse Element von {\displaystyle a} (eindeutig, da {\displaystyle a^{-1}} als Linksinverses bzw. als Rechtsinverses bereits in einer Loop eindeutig ist).
Jede assoziative Quasigruppe ist eine Moufang-Loop, und als assoziative Loop folglich eine Gruppe (da die Gruppenaxiome dann offensichtlich erfüllt sind). Dies zeigt, dass die Gruppen genau die assoziativen Quasigruppen sind (bzw. jene Quasigruppen, die gleichzeitig auch Halbgruppen sind).

### Anwendungen
Loops treten zum Beispiel auf, wenn in der synthetischen Geometrie
1. eine affine Ebene mit einem Koordinatenternärkörper als Koordinatenbereich ausgestattet wird,
2. eine affine Translationsebene mit einem Koordinatenquasikörper als Koordinatenbereich ausgestattet wird.

In beiden Fällen ist die additive Struktur und die multiplikative Struktur des Koordinatenbereichs eine Loop. – Das zweite Beispiel ist ein Spezialfall des ersten, wobei man zur Einführung von Koordinaten in einer affinen Translationsebene anders ansetzen kann als im allgemeineren Fall.
→ Siehe dazu Ternärkörper.

## Morphismen
Sind {\displaystyle (Q,\star ),\;(R,\circ )} Quasigruppen und {\displaystyle \alpha ,\beta ,\gamma \colon Q\rightarrow R} Abbildungen, dann heißt das Tripel {\displaystyle (\alpha ,\beta ,\gamma )} ein Homotopismus, wenn für alle {\displaystyle x,y\in Q} gilt
{\displaystyle \alpha (x)\circ \beta (y)=\gamma (x\star y)}.
Sind alle drei Abbildungen bijektiv, dann heißt {\displaystyle (\alpha ,\beta ,\gamma )} ein Isotopismus und die beiden Quasigruppen heißen isotop zueinander.
Sind die drei Abbildungen identisch {\displaystyle \alpha =\beta =\gamma }, dann heißt {\displaystyle \gamma } Homomorphismus. Ist {\displaystyle \gamma } darüber hinaus bijektiv, dann Isomorphismus.
Durch drei bijektive Selbstabbildungen {\displaystyle \alpha ,\beta ,\gamma \colon Q\rightarrow Q} kann auf jeder Quasigruppe {\displaystyle (Q,\star )} eine neue isotope Quasigruppenverknüpfung eingeführt werden durch
{\displaystyle x\circ y=\gamma (\alpha ^{-1}(x)\star \beta ^{-1}(y))}.
Jede zu {\displaystyle (Q,\star )} isotope Quasigruppe ist isomorph zu einer der so erzeugten Verknüpfungsstrukturen {\displaystyle (Q,\circ )}. Wenn die Verknüpfungen identisch sind, {\displaystyle \circ =\star }, nennt man {\displaystyle (\alpha ,\beta ,\gamma )} einen Autotopismus von {\displaystyle (Q,\star )}. Sind darüber hinaus die drei Abbildungen identisch {\displaystyle \alpha =\beta =\gamma }, so nennt man {\displaystyle \gamma } einen Automorphismus.
- Eine wichtige Anwendung haben Isotopismen in der Geometrie, siehe dazu Isotopie (Geometrie).
- Für endliche Quasigruppen führen die Isotopismen zu einer Äquivalenzeinteilung der zugehörigen lateinischen Quadrate in Isotopieklassen, siehe Lateinisches Quadrat#Aequivalenz.

### Isotopie und Parastrophie
Isotopie und Parastrophie können auch zusammenfallen: Ist {\displaystyle (Q,\star )} eine Quasigruppe mit Inverseneigenschaft, dann gilt
{\displaystyle (a^{-1})\backslash b=a\star b\quad } und {\displaystyle a/(b^{-1})=a\star b}
damit ist die Linksbruchparastrophe {\displaystyle (Q,\backslash )} isotop zu {\displaystyle (Q,\star )} über den Isotopismus {\displaystyle (a\mapsto a^{-1},\operatorname {id} ,\operatorname {id} )} und die Rechtsbruchparastrophe {\displaystyle (Q,/)} über den Isotopismus {\displaystyle (\operatorname {id} ,b\mapsto b^{-1},\operatorname {id} ).}